# Jackson Bandits
Jackson Bandits byl profesionální americký klub ledního hokeje, který sídlil v Jacksonu ve státě Mississippi. V letech 1999–2003 působil v profesionální soutěži East Coast Hockey League. Bandits ve své poslední sezóně v ECHL skončily v předkole play-off. Své domácí zápasy odehrával v hale Mississippi Coliseum s kapacitou 6 500 diváků.
Založen byl v roce 1999 po přestěhování týmu Chesapeake Icebreakers do Jacksonu.

## Přehled ligové účasti
Zdroj: 
- 1999–2003: East Coast Hockey League (Jihozápadní divize)